# Desierto de California (Perú)
El Desierto de California es una región de desierto arenoso en Perú, formado por grandes extensiones de dunas, que se localiza dentro del departamento de Ica. Forma parte del desierto costero del Perú, una subunidad de una ecorregión mayor denominada desierto del Pacífico, un tipo de desierto costero de clima subtropical muy árido.

## Localización
El desierto peruano de California con una superficie aproximada de 450 km², se encuentra ubicado entre los paralelos 13°42’ y 13°55’ de latitud sur y de 75°50’ a 76°10’ de longitud oeste, por territorio de las provincias de Pisco e Ica. El desierto comienza a unos 7 km al este de la ciudad de Pisco y se extiende 36 km hacia el este, hasta las estribaciones de la cordillera Occidental de los Andes peruanos. Presenta una longitud máxima de unos 25 km, entre el valle del río Pisco, al norte, y las pampas La Oca y Villacuri, al sur.

## Clima
La precipitación en el desierto es sumamente escasa, las mayores precipitaciones se dan en los meses de enero y febrero, con precipitaciones entre 0,9 y 1,2 mm/mes, en los demás meses del año prácticamente no llueve, ya que solamente se alcanzan niveles de precipitación que no superan los 0,2 mm/mes. Las temperaturas en el desierto superan los 30 °C durante los meses de verano mientras que en invierno las temperaturas mínimas pueden llegar a descender por debajo de los 10 °C.

## Campo de dunas
Las dunas del desierto de California, generalmente llamadas simplemente como dunas de California, constituyen un extenso campo de dunas producto de acumulaciones eólicas de reciente formación compuestas por arenas de diferente tamaño (cuarzo, feldespato y mica), que se desplazan de oeste a este por la acción del viento. Estas dunas rodean a los oasis existentes en el desierto y también lo hacen a franjas de tierra cultivada que constituyen pequeños valles aislados y que son parte de la antigua terraza del río Pisco. La presencia de esta enorme zona de dunas hace que el trazado de la carretera panamericana sur (Pisco - Ica), no pase a través del desierto sino que bordea sus márgenes oeste y sur.

## Oasis
En la zona norte del desierto de California se encuentran el oasis de Laguna Morón y el oasis de Laguna La Palma, ambos son lagunas largas y angostas rodeadas de huarangos, carricillos, totorales y juncales que albergan especies de avifauna principalmente aves migratorias y residentes. Además de los ya mencionados, se destacan también los oasis secos de Frontón y Bernal Alto, que se encuentran cubiertos de vegetación predominantemente arbustiva, y que sirven para el descanso de las aves migratorias que pasan por esta región.

## Deporte
El desierto peruano de California es popular entre los entusiastas de los deportes con vehículos todo terreno. Las motos, los buggies, las cuatrimotos y los vehículos tipo 4x4, atraviesan el desierto a través de las dunas de arena. En este desierto, se han realizado los diversos campeonatos del Inka Off Road, Cross Country ACP, y ha sido escenario de varias etapas del Rally Dakar —en 2012, 2013 y 2018—, competencia de rally más importante del mundo en el que participan corredores de distintas nacionalidades. Los visitantes también usan las dunas de arena del desierto de California para acampar al aire libre y practicar el deporte denominado sandboard.